# Jablonka

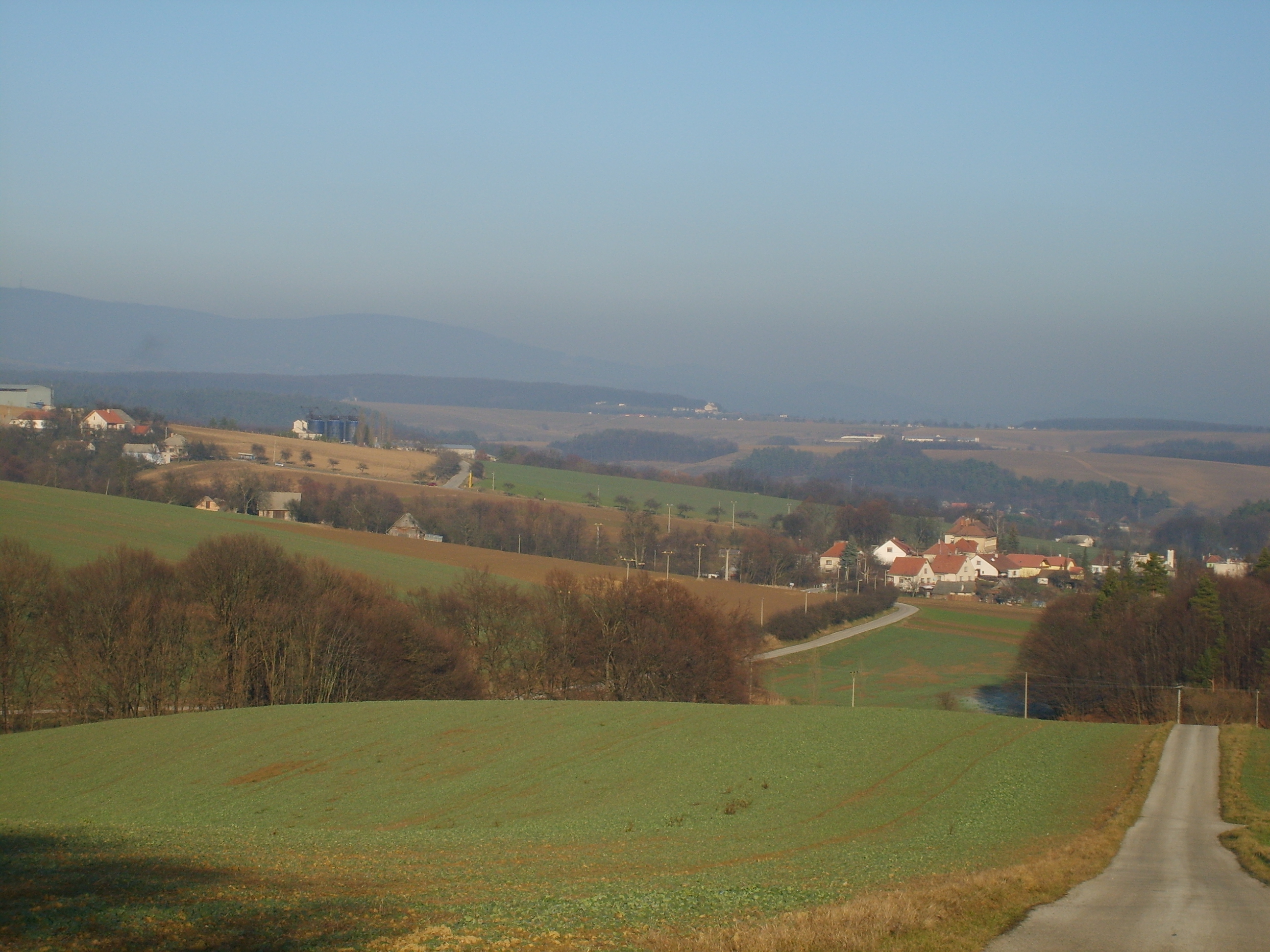
Jablonka

Jablonka is een Slowaakse gemeente in de regio Trenčín, en maakt deel uit van het district Myjava.
Jablonka telt 480 inwoners.